# Поліефірна смола
Поліефірна смола - це синтетичний матеріал, який складається з комбінації спиртів, кислот і ангідридів, які отримують раніше на стадії нафтохімічної переробки з бензолу, етилену і пропилену. У робочому вигляді поліефірна смола візуально виглядає як густа в'язка прозора безбарвна або жовтого кольору рідина. Коли в її складі починає діяти затверджувач, вона мутніє, стає желеподібною, потім резиноподібною, а в кінці твердне і залишається в такому стані.
Існують насичені і ненасичені смоли - для роботи з останніми не потрібні спеціальні умови і висока температура в приміщенні.

## Виробництво смол
При приготуванні базового компонента - поліефіру (поліефірного олигомера), який буде основою поліефірної смоли, комбінують ряд речовин: поліспирти (гліцерин, діетиленгліколь, дипропіленгліколь, пропіленгліколь, етиленгліколь); кислоти (фумарова, адипінова); ангідриди (малеїновий, фталевий). У результаті змішування цих речовин відбувається поліконденсація - утворення полімерів. У підсумку виходить базовий склад, який складається з молекул ще не скріплених в складну структуру. Поліефірний олигомер становить близько 70% від робочого складу. Саме він після додавання до нього інших компонентів піддається полімеризації.
Так, як після отримання поліефіру природна реакція його затвердіння відразу ж починається і її вже не зупинити, то ще на виробництві в нього додають 0,05% інгібітору від обсягу (фенол, трикрезол, кислоти, хінони). Він уповільнює реакцію затвердіння і тим самим подовжує термін зберігання і термін придатності поліефірної смоли. Але термін придатності все одно обмежений (від півроку до 1 року). Додатковим способом довше зберегти смолу в придатному для роботи стані може бути зберігання її при зниженій температурі 2-4 градуси вище нуля. Для того, щоб з поліефіром можна було працювати, до нього в робочий склад від його загального обсягу додають приблизно 30% розчинника. В даному випадку в якості розчинника виступають мономери - речовини, які також беруть участь в реакції полімеризації. До моменту затвердіння розчинник знижує в'язкість поліефіру, щоб було зручно робити заливку в формах і наносити на поверхні.
Щоб природна реакція полімеризації протікала в прискореному режимі і могла швидше завершитися, в робочий склад додають до 1,5% прискорювача (каталізатора): солі нафтенат кобальту  або октоат кобальту. Прискорювач виконує функцію затверджувача. У готовий робочий склад прискорювач також, як інгібітор, може включатися прямо на виробництві. Це допустимо, тому що поки немає в складі ініціатора, прискорювача нічого прискорювати.
Для запуску реакції полімеризації застосовується речовина-ініціатор (активатор, акселератор) - до 2% від обсягу. Зазвичай ініціаторами стають перекис і гідроперекис. Вони вступають з прискорювачем в реакцію, при якій молекули полімерів трансформуються у вільні радикали і можуть брати участь в утворенні тривимірної сітчастої структури - полімеризації. Процес відбувається з виділенням тепла, внаслідок чого загальна температура робочого складу збільшується. При полімеризації молекули скріплюються в надійну структуру, яка і відповідає за щільність і міцність затверділого складу - компаунда.
У робочий склад можуть додаватися також різні сполучні компоненти і додаткові речовини, які можуть модифікувати поліефірних смол і покращувати її властивості. Так, додавання пластифікаторів дозволяє смолі стати еластичною і пластичної після затвердіння, а додавання кольору придбати потрібний колір і відтінок.
На ринку існують як однокомпонентні, так і двокомпонентні поліефірні смоли. Останні продаються разом з затверджувачем, тому так і називаються. Однокомпонентні смоли - це тільки поліефір, всі необхідні компоненти для приготування повноцінного робочого складу купуються окремо.

## Використання
Завдяки своїй дешевизні поліефірна смола активно застосовується як в промисловості, так і в побуті.
Будівництво
У сфері будівництва її використовують при виготовленні складів для герметизації швів і стиків в обробці, при виробництві підвіконь, легких елементів покрівлі та карнизів. Прозора поліефірна смола для лиття відмінно підходить для виробництва світлопрозорих конструкцій: навісів, козирків. З неї ж роблять прозорі двері душових кабін, перегородки для ванної. Прозорість - це також те, за що її вибирають при виробництві складів для створення наливних підлог і подіумів. Як сполучну і стабілізуючу речовину поліефірку додають в різні просочення і застосовують при виготовленні будівельних волокнистих і стружкових матеріалів на основі деревини та азбестоцементу. 
Крім того вона чудово виконує функцію полімерного отверджуючого компонента в лаках, фарбах, клеях, мастиках, замазки, герметиках, ґрунтовках і шпаклівках.
Також в будівництві і дизайні інтер'єрів та екстер'єрів поліефірну смолу використовують в якості основи при виготовленні матеріалів обробки і стільниць зі штучного каменю. Форму заповнюють різними наповнювачами у вигляді крихти (мінеральної, мармурової, металевої, гумової, гранітної, цементної, гіпсової) і порожнечі заливають смолою з барвниками (може додаватися рідке скло). Далі проводиться сушка вироби в сушильній шафі. Так як поліефірна смола не відрізняється високими характеристиками міцності, то в якості підкладки під виріб кладуть стекломата покритий спеціальним сполучною речовиною - він скріплює весь виріб. 
Машинобудування
Поліефірну смолу найчастіше застосовують для виготовлення окремих деталей автомобілів, снігоходів, квадроциклів, мотоциклів, літаків та іншої техніки.
У машинобудуванні, зокрема автомобілебудуванні і кузовному ремонті вона активно застосовується при виготовленні бамперів, спойлерів, обважень і інших елементів кузова, що не піддаються механічним впливам і не виконують несучу функцію.
Поліефірна смола служить дешевим сполучником в стекломатах, скріплюючи дрібні короткі відрізки скловолокна, перетворюючи їх в неткане полотно.
Електроніка
Незважаючи на всі свої недоліки по частині міцності і вологостійкості поліефірна смола чудово виконує свої функції як литий ізолятор в сферах електроніки, електротехніки та радіотехніки. У освітлювальних приладах, на мікросхемах і в радіодеталях поліфірку можна виявити у вигляді плям компаунда.
Труби
Так як поліефірна смола не вступає в реакцію з хімікатами, в хімічній промисловості їй знайшли застосування при виготовленні труб для перегонки хімічних речовин в т. ч. нафти і нафтопродуктів.
Крім усього іншого вона стала звичним компонентом в складі пластиків: сотопластів, пластмас.
Творчість
Вдалим застосуванням для поліефірної смоли є сфери мистецтва, біжутерії, галантереї. За допомогою неї створюється безліч різноманітних дешевих і легких декоративних виробів, прикрас і корисних предметів побуту типу туалетного приладдя.